# Apantesis vittatula
Apantesis vittatula là một loài bướm đêm thuộc phân họ Arctiinae, họ Erebidae.